# Паперклей

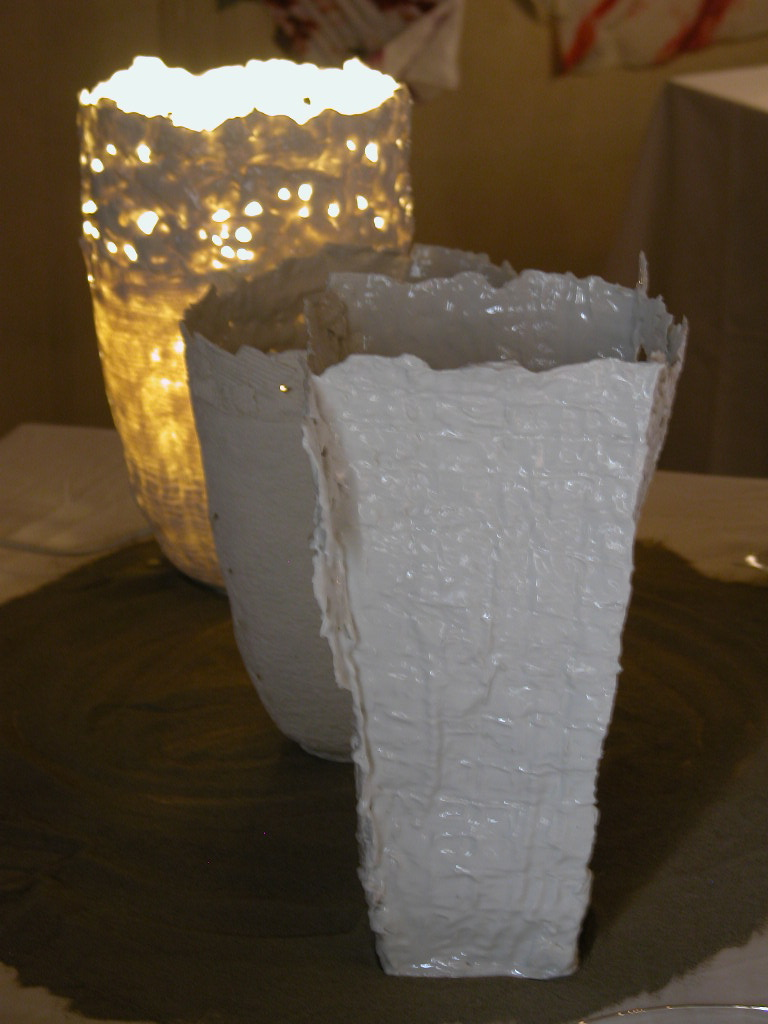
Вазы и лампада из паперклея

Паперклей (от англ. paper, clay — бумага + глина) — материал для лепки и моделирования на водной основе. Паперклей также называют «бумажной глиной», потому что он создан на целлюлозной основе.
Следует разделять паперклей на основе глины и паперклей на основе полимера. Паперклей на глиняной основе представляет собой разновидность керамической массы с добавлением целлюлозы.
Бумага в глине меняет молекулярную структуру массы (нормальная структура глины являет собой шарообразные частицы, в то время как бумажные волокна имеют фиброзный (сосудистый) характер, как бы переплетение длинных соломинок, что повторяет древесную структуру, сохраняя растительное происхождение бумаги. В растениях эта сосудистая система обеспечивает свободное перемещение воды из ствола в листья. При добавлении бумажной массы к глине молекулы глины и бумаги образуют переплетение и создают более прочную субстанцию. После обжига на температуру от 1000 градусов масса приобретает все свойства керамики. Эта технология применяется в художественной (студийной) керамике и фарфоре.
Паперклей на основе полимера обжигу не подвергают. Тактильно такой паперклей напоминает папье-маше. Содержит некоторое количество склеивающих добавок. Твердеет при высыхании на воздухе, быстро сохнет и легко поддается дальнейшей обработке, например, шлифованию, сверлению, окраске. После высыхания становится лёгким. Расписывается акварелью, акрилом, гуашью.
Имеет хорошую адгезию с другими материалами.
Используется для изготовления арт-объектов, кукол, декора, художественных работ различного направления.